# Manifesti
Manifesti è un album discografico in studio del cantautore italiano Garbo, pubblicato nel 1988, e prodotto da Alberto Salerno. 

## Tracce
1. C'è – 3:31
2. È tardi – 4:12
3. Ogni volta – 3:42
4. Buio totale – 4:20
5. Dal silenzio – 4:15
6. Sere d'inverno – 4:28
7. Extra Garbo – 5:11
8. Direttamente al cuore – 4:38
9. Shake It Up – 3:10

Durata totale: 37:27